# Ovelha
Ademir Rodrigues de Araújo, (Olinda, 14 de abril de 1955) es un  cantante, músico, instrumentista musical y compositor brasileño. A lo largo de más de 40 años de carrera, Ovelha grabó 18 álbumes y vendió más de 5 millones de copias en Brasil y otros países.

## Carrera
A lo largo de su carrera, Ovelha grabó 18 álbumes, que sumaron más de cinco millones de copias vendidas, incluso en otros países. Ganó varios discos de oro y platino y muchos trofeos. Siempre ha estado presente en programas de las más diversas emisoras de radio y televisión de todo Brasil y ha sido blanco de numerosos reportajes publicados en revistas y periódicos. Su álbum más reciente se llama Ovelha na Mira do Rock.
En 2015, Ovelha formó parte del elenco de la octava temporada del reality show A Fazenda, siendo la cuarta eliminada de la atracción perdiendo el campo con un 47.85% frente a la bailarina Carla Prata. Hoy Ovelha brilla en Internet.